# Gong Hyun-joo
Gong Hyun-joo (7 de enero de 1984) es una actriz surcoreana .

## Filmografía

### Cine
| Año  | Título             | Papel         |
| ---- | ------------------ | ------------- |
| 2018 | Brothers in Heaven | Cha Min-kyung |
| 2019 | Homme Fatale       | Yoo-jung      |

### Series de televisión
| Año     | Título                      | Papel                 | Canal     | Ref.  |
| ------- | --------------------------- | --------------------- | --------- | ----- |
| 2003    | All In                      | casino dealer         | SBS       |       |
| 2004    | Wives on Strike             | Jo Joon-gi's disciple | SBS       |       |
| 2004-05 | You're Not Alone            | Gong Hyun-joo         | SBS       |       |
| 2005    | Wedding                     | Oh Soo-ji             | KBS2      |       |
| 2007    | Flowers for My Life         | Oh Nam-kyung          | KBS2      |       |
| 2007-08 | Golden Bride                | Cha In-kyung          | SBS       |       |
| 2008    | You Are My Destiny          | Kim Soo-bin           | KBS1      |       |
| 2012    | Dummy Mommy                 | Han Soo-in            | SBS       |       |
| 2013    | Family                      | Lee Hee-jae           | KBS2      |       |
| 2014    | Can We Fall in Love, Again? | Shin Yoon-ha          | JTBC      |       |
| 2014    | Hotel King                  | Cha Soo-an            | MBC       |       |
| 2015    | Beating Again               | Han Ji-hyun           | JTBC      |       |
| 2016-17 | Bubbly Lovely               | Han Chae-rin          | SBS       | [ 1 ] |
| 2019    | Graceful Family             | Baek Soo-jin          | MBN       |       |
| 2020-21 | Get Revenge                 | Jeong Joo-yeong       | TV Chosun |       |
| 2021    | High Class                  | Cha Do-young          | tvN       |       |
| 2022    | Un héroe débil              | Madre de Si-eun       | Wavve     | [ 2 ] |

### Espectáculos de variedades
| Año  | Título                     | Red  | Notas                                    |
| ---- | -------------------------- | ---- | ---------------------------------------- |
| 2015 | Law of the Jungle in Samoa | SBS  | miembro del elenco (Episodios 192–194)   |
| 2016 | Happy Together – Season 3  | KBS2 | invitada (Episode 434)                   |
| 2016 | Real Men – Female Special  | MBC  | miembro del elenco (Edición 4)           |
| 2018 | Battle Trip                | KBS2 | Participó con Park Jung-soo, (Ep. 76-77) |

### Vídeos musicales
| Año  | Título de la canción             | Artista |
| ---- | -------------------------------- | ------- |
| 2008 | Getting Further Apart (멀어지다) | Nell'   |

### Anuncios
| Marca                | Producto     |
| -------------------- | ------------ |
| Bogwang Phoenix Park | Phoenix Park |
| Samsung Card         |              |
| Biltmore             |              |